# Ectopatria saxatilis
Ectopatria saxatilis là một loài bướm đêm trong họ Noctuidae.